# Hollán Zsuzsa
Hollán Zsuzsa (Révész Györgyné, R. Hollán Zsuzsa) (Budapest, 1920. október 26. – Budapest, 2008. október 31.) magyar orvos, hematológus, egyetemi tanár. Az orvostudományok kandidátusa (1956), az orvostudományok doktora (1970).

## Életpályája
Szülei: Hollán (Blau) Henrik (1882–1971) orvos, belgyógyász és Hornik Malvin (1887–1975) orvos voltak.Anyai nagyszülei Hornik Ármin (1852–1915) kántor és Róth Katalin. 1944-ben végzett a Pécsi Orvostudományi Egyetemen. 1945–1950 között a Szent Rókus Kórház II. Belgyógyászati osztályán segéd-, illetve alorvosként dolgozott. 1947-ben a Pázmány Péter Tudományegyetemen általános orvosi diplomát szerzett. 1950-ben belgyógyász vizsgát tett. 1950–1951 között az I. Belklinika gyakornoka volt. 1951–1954 között kórélettani aspiránsként tevékenykedett. 1954–1956 között a Magyar Tudományos Akadémia Kísérleti Orvostudományi Kutató Intézetének tudományos munkatársa, 1956–1970 között főmunkatársa, 1970–1991 között tudományos tanácsadója volt. 1959–1985 között az Országos Haematológiai és Vértranszfúziós Intézet igazgató-főorvosa, a főigazgató általános helyettese, 1985–1990 között főigazgatója volt. 1970–1990 között az Orvostudományi Egyetem haematológiai tanszékvezető egyetemi tanára volt. 1973–1982 között a Magyar Tudományos Akadémia levelező, 1982-től rendes tagja volt. 1975–1989 között az MSZMP KB tagja volt. 1976–1985 között a Magyar Tudományos Akadémia Elnökségének tagja volt. 1982–1986 között a Nemzetközi Haematológiai Társaság elnöke volt. 1988-tól az AIDS-egyesület elnöke volt. 1988–1989 között a KB Tudománypolitikai Munkaközösségének tagja volt.
Több mint 300 tudományos cikk, több könyvrészlet szerzője. A Haematológia című nemzetközi lap, az Orvosi Lexikon főszerkesztője volt. Az emberi vérfesték ősi alfa-lánca megkettőződésének első felismerője. Kutatási területe a haemoglobin és vérsejt membránszerkezete és működése, az immunreaktivitás, leukémia, vértranszfúzió.

## Magánélete
1944-ben házasságot kötött Révész György (1915–1986) orvossal. Két gyermekük született: Révész Tamás (1945) orvos, az MTA doktora és Révész Mária (1946) orvos.
Sírjuk a Farkasréti temetőben található.

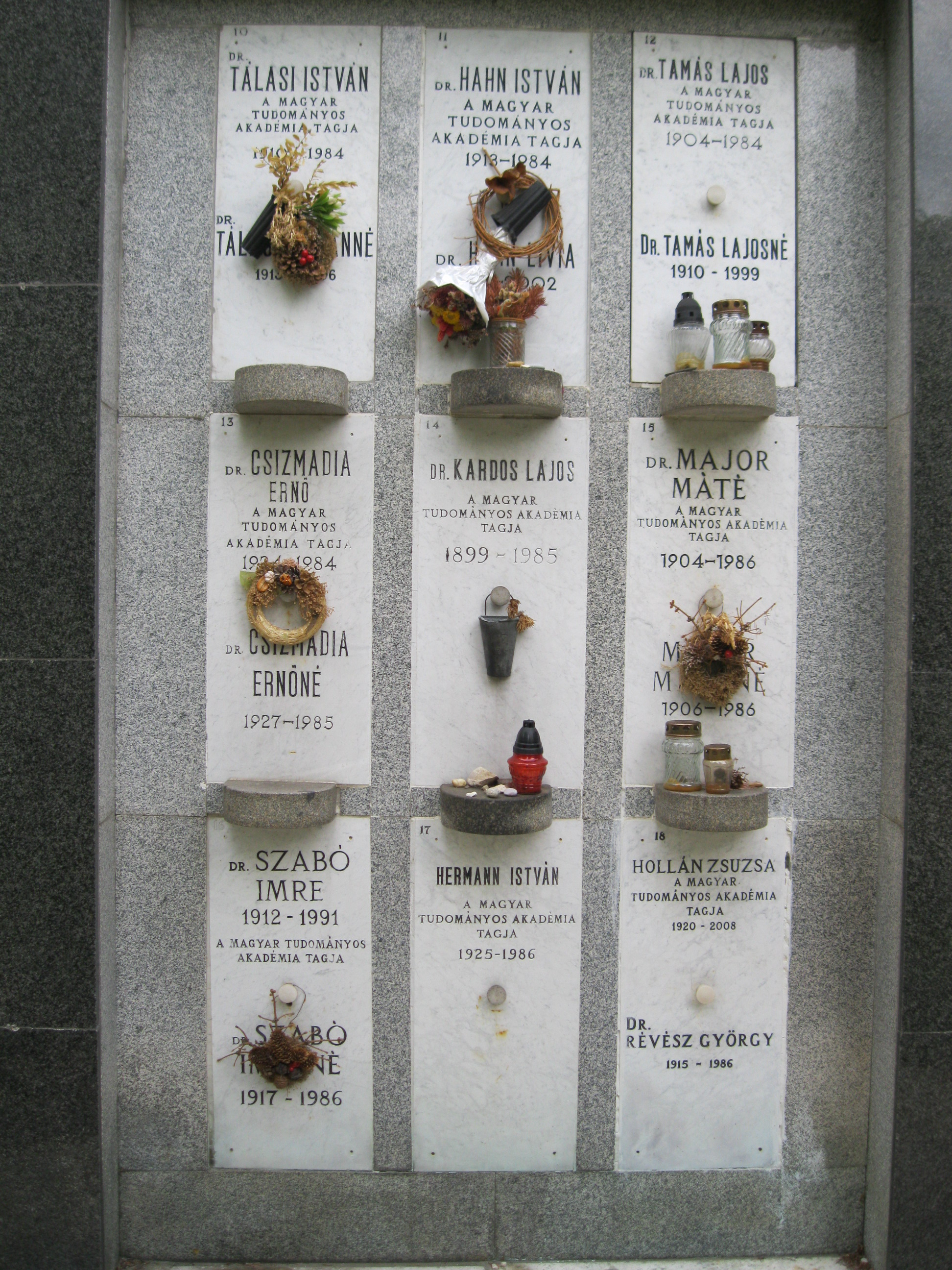
Hollán Zsuzsa és Révész György sírja Budapesten a Farkasréti temetőben

## Művei
- A vérsejtrendszer idegrendszeri szabályozása. I–II. kötet Monográfia és kand. értek (Budapest, 1955)
- Az idegresectiós anaemia (MTA Biológiai és Orvosi Tudományok Osztályának Közleményei, 1958)
- Adatok a reticuloendotheliasis rendszer működése és a tumorfejlődés összefüggéseihez (MTA Biológiai és Orvosi Tudományok Osztályának Közleményei, 1959; angolul: Acta Medica, 1959)
- A mellékvesekéreg szerepe az idegresectiókat követő anaemia és trophikus zavarok kialakulásában (Stark Ervinnel, Orvosi Hetilap, 1959. 1.)
- Trophikus fekély, mellékvese és flavonok (Orvosi Hetilap, 1960. 8.)
- A csontvelő átültetéséről (Orvosképzés, 1961)
- A csontvelő-transzfúzió néhány problémája – A vértranszfúzió korszerű problémái az OVSZ tízéves fejlődésének tükrében (Haematologia Hungarica, 1961)
- Csontvelő-átültetés és leukaemia (Magyar Onkológia, 1961)
- Az Országos Vérellátó Szolgálat 10 éves jubileumi kongresszusának előadásai. I–II. kötet. Főszerkesztő: Hollán Zsuzsa. Szerkesztő: Gerendás Mihály, István Lajos, Novák Ernő (Budapest, 1961)
- A vérátömlesztés alapismeretei. Szerkesztette: Novák Ernővel (Az Egészségügyi Minisztérium kiadványa. Budapest, 1961; 2. javított kiadás: 1965)
- Normális és idegresecált patkányok serumfehérje képe – A malignus reticulosis syndroma – A vér fibrinogén tartalmának gyors meghatározása (Haematologia Hungarica, 1962)
- A vérsejtrendszer idegi szabályozása (Haematologia Hungarica, 1962 és Orvosképzés, 1962)
- Műanyagszerelékek használata a vérkonzerválás és a vérátömlesztés gyakorlatában – A serumfehérje kép dinamikus változásával és lipaemiával járó „szőlőfürtsejtes” plasmocytoma (Solti Verával, Haematologia Hungarica, 1963)
- A transzfúzió alapproblémái (1965)
- Főbb transzplantációs antigének megoszlása „0” Rh0 (D) negatív magyar véradók között (Orvosi Hetilap, 1971)
- Véradás, vérkonzerválás és vérátömlesztés (Langfelder Máriával, Az Országos Haematológiai és Vértranszfúziós Intézet Könyvtára. 1. Budapest, 1971)
- Haemoglobinok és haemoglobinopathiák (1972)
- A vérsejtek felépítése és működése (1980)
- A transzfúzió indikációi (Orvosi Hetilap, 1988. 6.)
- Management of Blood Transfusion Services (1990)
- Szabad gyökök élettani, kórélettani szerepe és a kimutatásukra szolgáló módszerek (Klinikai és kísérletes laboratóriumi medicina, 1996)
- Az Országos Vértranszfúziós Szolgálat története (Transzfúzió, 1999)
- Az egészségügy az ezredfordulón Magyarországon (Magyar Tudomány, 2001)
- A DNS-vizsgálatok helye a szakértői munkában (Lontainé Santora Zsófiával, Belügyi Szemle, 2002)
- A „vérpótszerekről” jelenlegi ismereteink alapján (Orvosi Hetilap, 2003. 49.)

## Díjai, kitüntetései
- Szocialista Munkáért érdemérem (1960)
- Kiváló Orvos (1962)
- Haza Szolgálatáért érdemérem (arany, 1966)
- Akadémiai Díj (1969)
- Felszabadulási Jubileumi Emlékérem (1970)
- Munka Érdemrend arany fokozata (1972)
- Állami Díj (1975)
- Szocialista Magyarországért Érdemrend (1980)
- Hetényi Géza-emlékérem (1980)
- a Magyar Hematológiai Társaság Nagydíja (2000)
- Pro Sanguinis Emlékérem (2000)
- A Magyar Érdemrend lovagkeresztje (polgári tagozat, 2003)
- Freddie Mercury-díj (2003)